# Max Renko
Maximilian (Max) Renko (* 11. September 1985 in Wien) ist ein ehemaliger österreichischer Triathlet. Er ist Ironman-Weltmeister in der Klasse M18-24 (2009), Staatsmeister über die Triathlon-Mitteldistanz (2010) sowie Staatsmeister Cross-Triathlon (2012) und er wird in der Bestenliste Österreicher Triathleten auf der Ironman-Distanz geführt.

## Werdegang
Als 15-Jähriger startete Max Renko 2000 mit dem Mountainbike und erzielte in den Folgejahren vielversprechende Ergebnisse bei der Junioren-EM und -WM, den Österreichischen Meisterschaften und Cup-Rennen (U-17 und U-23).
2006 startete er erstmals im Triathlon bei den Österreichischen Meisterschaften über die Mitteldistanz in Litschau.

### Staatsmeister Triathlon-Mitteldistanz 2010
2009 wurde er als drittbester Amateur beim Ironman Hawaii (Ironman World Championships) Sieger der Altersklasse M18–24. Im September 2010 wurde er in Saalfelden auch Österreichischer Triathlon-Staatsmeister über die Mitteldistanz (2 km Schwimmen, 80 km Radfahren und 22 km Laufen).
Im Juli 2012 erklärte er seine Zeit als Ironman-Profi für beendet und kündigte an, statt auf der Langdistanz in Zukunft mehr auf der Kurz- und Mitteldistanz zu starten. Für den steirischen Triathlonverein SU Tri Styria nahm er in der zweiten Saisonhälfte noch an einigen Lauf- und Triathlonbewerben teil.

### Staatsmeister Cross-Triathlon 2012
2012 wurde Max Renko Zweiter auf der olympischen Distanz (Kurzdistanz: 1,5 km Schwimmen, 40 km Radfahren und 10 km Laufen) beim Krems Triathlon und im September wurde er Staatsmeister Cross-Triathlon.
Einen geplanten Start bei der Xterra-Weltmeisterschaft 2012 musste Renko aufgrund einer Erkrankung jedoch kurzfristig absagen. Danach hat Renko keine internationalen Wettkämpfe mehr bestritten. Renko lebte in Wien und hat seine sportliche Karriere faktisch beendet, auch wenn kein expliziter Rücktritt erfolgt ist.

### Privates
Seit September 2014 ist er mit Lenka Renko (geb. Bulganová) verheiratet, die er Anfang des Jahres 2013 kennengelernt hatte. Anfang 2016 schloss er an der Wirtschaftsuniversität Wien ein BWL-Studium ab und seit September 2016 arbeitet er als Produktmanager bei BMW-Motorrad in München.

## Sportliche Erfolge
| Datum/Jahr    | Rang | Wettbewerb                                       | Austragungsort | Zeit         | Bemerkung |
| ------------- | ---- | ------------------------------------------------ | -------------- | ------------ | --- |
| 26. Aug. 2012 | 3    | Trans Vorarlberg Triathlon                       | Bregenz        | 04:09:41     | |
| 5. Aug. 2012  | 2    | Krems Triathlon                                  | Krems          | 01:54:33     | |
| 22. Juli 2012 | 4    | Mostiman Triathlon                               | Wallsee        | 01:54:46     | |
| 17. Juli 2011 | 8    | ÖTRV Staatsmeisterschaft Triathlon Mitteldistanz | Obertrum       | 04:31:37     | Staatsmeisterschaft über die doppelte olympische Distanz beim Trumer Triathlon (1,9 km Schwimmen, 90 km Radfahren und 21,1 km Laufen)          |
| 11. Juni 2011 | 17   | Vienna City Triathlon                            | Wien           | 01:56:02     | Österreichische Staatsmeisterschaft auf der olympischen Distanz                                                                                |
| 22. Mai 2011  | 13   | Ironman 70.3 Austria                             | St. Pölten     | 04:07:37     | [ 3 ] |
| 1. Mai 2011   | 2    | TDW – Tage der Wahrheit                          | Graz           | 01:46:39     | Zweiter hinter Faris Al-Sultan (1,5 km Schwimmen, 40 km Einzelzeitfahren und 10 km Laufen)                                                     |
| 5. Sep. 2010  | 1    | ÖTRV Staatsmeisterschaft Triathlon Mitteldistanz | Saalfelden     | 03:46:08     | Österreichischer Triathlon-Staatsmeister über die Mitteldistanz (2 km Schwimmen, 80 km Radfahren und 22 km Laufen) bei der Tri Motion Saalfeld |
| 2. Mai 2010   | 6    | TDW – Tage der Wahrheit                          | Graz           | 02:02:23,9   | 1,5 km Schwimmen, 40 km Radfahren und 10 km Laufen – mit getrennter Zeitnehmung                                                                |
| 3. Mai 2009   | 2    | TDW – Tage der Wahrheit                          | Graz           | 01:49:11,606 | |
| 7. Sep. 2008  | 27   | Ironman 70.3 Monaco                              | Monaco         | 04:33:17     | Zweiter Rang in der Klasse M18-24 |
| 2. Juni 2007  | 18   | Ironman 70.3 Austria                             | St. Pölten     | 04:15:14     | Sieg in der Klasse M18-24, bester Amateur |

| Datum/Jahr    | Rang | Wettbewerb                                     | Austragungsort    | Zeit       | Bemerkung                                                                                        |
| ------------- | ---- | ---------------------------------------------- | ----------------- | ---------- | ------------------------------------------------------------------------------------------------ |
| 15. Juli 2012 | DNF  | Ironman Switzerland                            | Zürich            | –          | Abbruch auf der Schwimmdistanz                                                                   |
| 22. Apr. 2012 | 8    | Samui Triathlon                                | Ko Samui          |            | Achter auf der Langdistanz (4 km Schwimmen, 122,65 km Radfahren und 30 km Laufen)                |
| 27. Aug. 2011 | DNF  | ÖTRV Staatsmeisterschaft Triathlon Langdistanz | Podersdorf        | –          | beim Austria-Triathlon                                                                           |
| 15. Aug. 2011 | 5    | Embrunman                                      | Embrun            | 10:17:16   | [ 8 ]                                                                                            |
| 4. Juli 2010  | 9    | Ironman Austria                                | Klagenfurt        | 08:34:57   | persönliche Ironman-Bestzeit                                                                     |
| 25. Apr. 2010 | 7    | Ironman South Africa                           | Port Elizabeth    | 08:51:19   |                                                                                                  |
| 12. Okt. 2009 | 34   | Ironman Hawaii                                 | Hawaii            | 09:05:18   | Renko wurde als drittbester Amateur Ironman-Weltmeister in der Klasse M18-24 (Marathon: 3:08 h). |
| 23. Mai 2009  | 25   | Ironman Lanzarote                              | Puerto del Carmen | 09:42:04   | Sieg in der Klasse M18-24                                                                        |
| 16. Okt. 2007 | DNF  | Ironman Hawaii                                 | Hawaii            | –          |                                                                                                  |
| 8. Juli 2007  | 15   | Ironman Austria                                | Klagenfurt        | 08:54:53,3 | Sieg in der Klasse M18-24, 3. Amateur gesamt                                                     |
| 21. Okt. 2006 | 111  | Ironman Hawaii                                 | Hawaii            | 09:24:16   | Max Renko wird Vizeweltmeister in der Altersklasse M18-24                                        |
| 16. Juli 2006 | 37   | Ironman Austria                                | Klagenfurt        | 09:09:48   | erster Start auf der Langdistanz (3,86 km Schwimmen, 180,2 km Radfahren und 42,195 km Laufen)    |

| Datum/Jahr    | Rang | Wettbewerb                               | Austragungsort | Zeit       | Bemerkung                                                                    |
| ------------- | ---- | ---------------------------------------- | -------------- | ---------- | ---------------------------------------------------------------------------- |
| 8. Sep. 2012  | 1    | ÖTRV Staatsmeisterschaft Cross-Triathlon | Wolfgangsee    | 03:43:38,9 | Österreichischer Staatsmeister Cross-Triathlon bei der Wolfgangsee-Challenge |
| 2. Aug. 2008  | 2    | 3 Länder Crosstriathlon                  | Osterreich     | 02:09:44,3 | hinter Peter Mosny                                                           |
| 29. Okt. 2006 | 35   | Xterra World Championship                | Maui           | 03:09:16   | Dritter bei der Cross-Triathlon-WM in der Klasse M20                         |

(DNF – Did Not Finish)